# Monte Murove
Murove (em azeri: Murovdağ; em russo: Муровдаг; romaniz.: Murovdag; em armênio: Մռաւի; romaniz.: Mrav) é a mais alta cordilheira do Cáucaso Menor. Tem aproximadamente 70 quilômetros de comprimento e seu pico mais alto, o monte Gyamysh, tem 3 724 metros de altitude. É formada sobretudo por rochas jurássicas, cretáceas e paleogênicas. Atravessa a região de Martaquerta, no Alto Carabaque, e em suas encostas há jazidas de carvão.

## Galeria

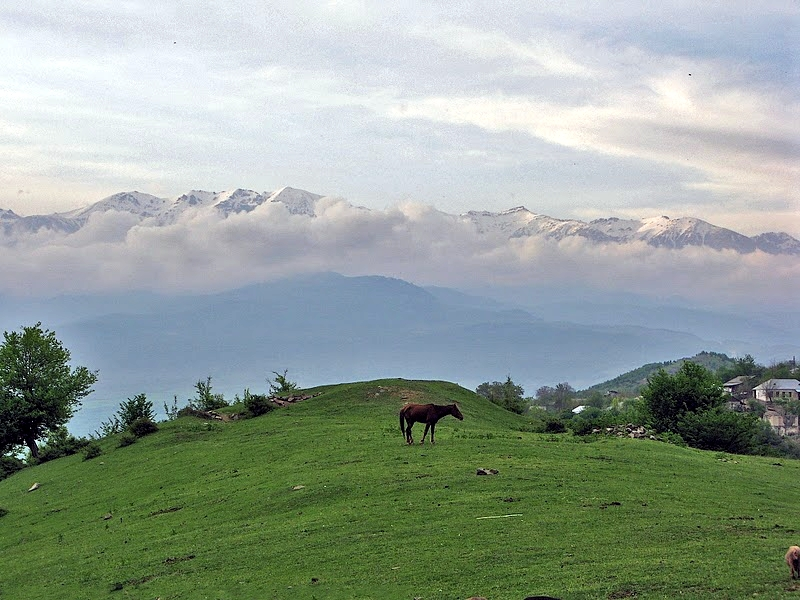
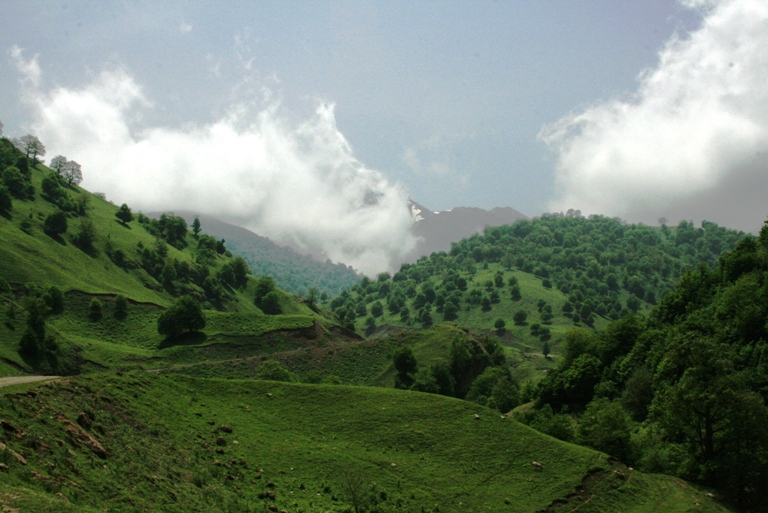
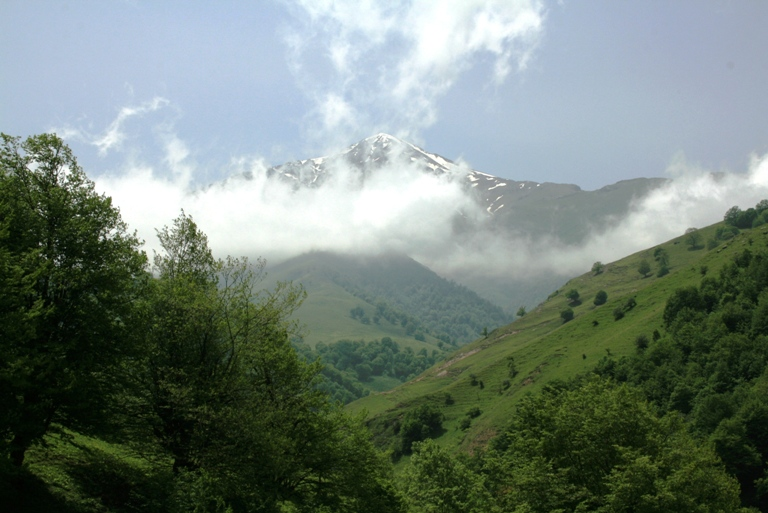